# Rișca, Cluj
Rișca este satul de reședință al comunei cu același nume din județul Cluj, Transilvania, România.